# Peter Paffenholz
Peter Josef Paffenholz (* 17. Februar 1900 in Köln; † 23. August 1959 in Remscheid) war ein deutscher Künstler und Kommunalpolitiker.

## Leben
Paffenholz wurde in Köln geboren wuchs als eines von vier Kindern im Kölner Norden, dem Eigelstein-Viertel, auf. 1909 verstarb der Vater und die Familie geriet in wirtschaftliche Not. 1914 begann er eine Lehre in einem photographischen Atelier, welche er wegen seiner Einberufung gegen Ende des Krieges nicht beenden konnte. 1923 veröffentlichte er sein erstes Werk, eine Holzschnittfolge als Illustration zu Oscar Wildes „Zuchthausballade“. 1924 heiratet er Anna Maria Lossen, die zwei Kinder aus erster Ehe mitbringt. Mit ihr bekommt er eine Tochter. Er war Künstler und Mitglied der „Gruppe progressiver Künstler“, dort bekam er auch Kontakt zu den Künstlern Heinrich Hoerle und Franz Wilhelm Seiwert. Bei der Westdeutschen Rundfunk AG arbeitete Paffenholz als Assistent in der Bildstelle und betätigte sich zugleich für den Verlag der WERAG, der offiziellen Programmzeitschrift der Rundfunkgesellschaft, als Illustrator. 1926 trat er der KPD bei und illustrierte deren Flugblätter und Schriften. Für die „Blauen Blusen“, einer politischen Revue im Theater Groß-Köln, führte Paffenholz gelegentlich Regie und zeichnete auf der Bühne. Auch kommunalpolitisch war er aktiv und als Stadtverordneter tätig. Auch für seine Schwester Anna Maria Paffenholz (* 25. Dezember 1902, Lyrikerin), mit der er sehr engen Kontakt pflegte, fertigte er zu einem ihrer Gedichtbände (Votum, Zwölf Gedichte, Köln, Bibliophile Gesellschaft, 1941) die Bildschnitte an. Im Gegenzug widmete sie ihm 1946 eines ihrer Gedichte: „An den Künstler“ … Meinem Bruder. 1953 stirbt seine schwerkranke Frau, ein Jahr später heiratet er erneut, Maria Magdalena Elmpt, die drei Töchter mit in die Ehe bringt. Im Alter von 55 Jahren wird er noch einmal Vater. Beide leibliche Töchter werden später, wie ihr Vater, Künstler. Ein Gemälde von ihm, welches den Heiligen Norbert zeigt, befindet sich in St. Norbert, Köln-Dellbrück (datiert 1958, s. Inventarisierungsmaßnahme St. Norbert Köln-Dellbrück i. A. Erzbistum Köln 2015, Historisches Archiv des Erzbistums Köln, bearbeitet von Martina Junghans).

## Verfolgung
Im März 1933 verhafteten die Nationalsozialisten den Künstler und hielten ihn zwei Monate lang in „Schutzhaft“. Im Klingelpütz eingesperrt, malte Paffenholz seine Zelle aus. Mit Verhören, Hausdurchsuchungen und Berufsverbot wurde er auch in den folgenden Jahren weiter drangsaliert. Dabei verlor er auch seine Stelle bei der Westdeutschen Rundfunk AG. Um weiter Geld zu verdienen, malte er unter dem Geburtsnamen seiner Frau, Lossen, weiter. Aufgrund seiner wirtschaftlichen Not war der Kommunist gezwungen, auch für die Nazis zu arbeiten, so entwarf er für die „Werag“ ein Titelbild zum Horst-Wessel-Lied. Im August 1944 wurde er nach dem Attentat auf Hitler im Rahmen der Aktion Gewitter verhaftet und in das Kölner Gestapo-Gefängnis EL-DE-Haus eingeliefert. Von dort wurde er zusammen mit anderen ehemaligen Politikern demokratischer Parteien (u. a. mit Konrad Adenauer, Thomas Eßer, Josef Baumhoff, Peter Schlack, Otto Gerig und  Joseph Roth) in das Arbeitserziehungslager in den Messehallen in Köln-Deutz überführt, aber nach einigen Wochen wieder entlassen. Es blieb ein Kontakt zu Roth (dessen Ehefrau über ihren Vater Georg Paffenholz weitläufig verwandt war) bestehen, der ihm nach dessen Entlassung aus dem KZ auch Briefe schrieb.

## Folgen
Der Krieg und die Folgen der politischen Verfolgung ließen den Kommunisten, nach der Aussage seiner Tochter, zu einem tiefgläubigen Katholiken werden. Nach 1945 zog er sich aus der Politik zurück. Obwohl Paffenholz gesundheitlich und seelisch schwer angeschlagen war, kämpfte er um Anerkennung als politisch Verfolgter. Trotz daraufhin erfolgter Anerkennung einer Entschädigung beschlossen die Behörden, ihm die Auszahlung erst ab dem 60. Lebensjahr zu gewähren. Ein Widerspruch gegen diese Entscheidung 1952 war nicht erfolgreich. Er konnte nicht mehr in den Genuss der Entschädigung kommen, da er mit 59 Jahren in einer geschlossenen Anstalt starb.